# Densinghausen

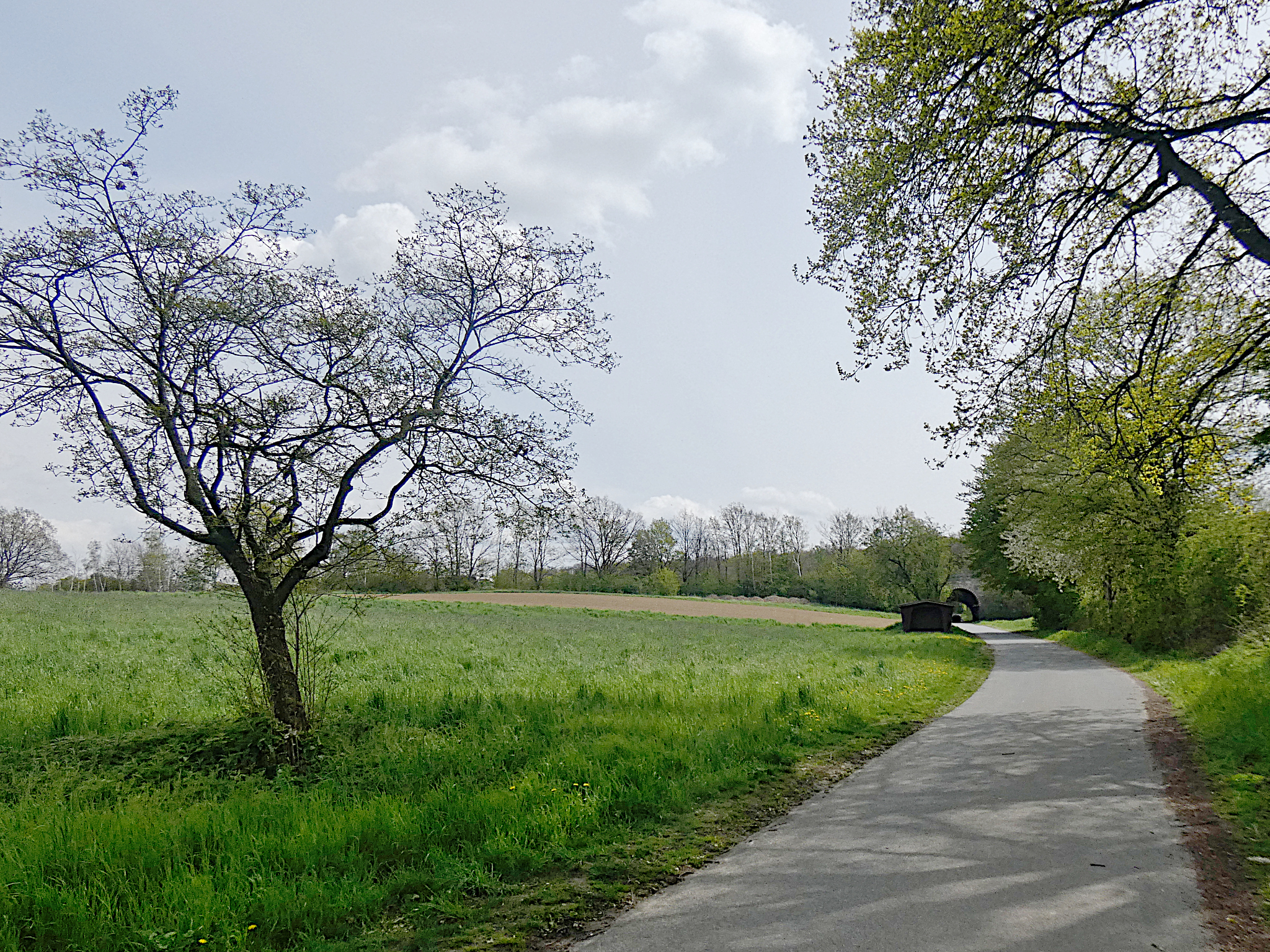
Irgendwo im Hintergrund soll Densinghausen gelegen haben

Densinghausen ist eine Wüstung bei der Stadt Bad Nenndorf im Landkreis Schaumburg in Niedersachsen.
Das Dorf Densinghausen lag östlich von Bad Nenndorf am Westhang des Strutzbergs, der westlichsten Höhe des Deisters.
Der Ort am Hellweg vor dem Santforde wurde nach seiner Zerstörung im Dreißigjährigen Krieg verlassen.

## Geschichte
Nach der Darstellung eines Heimatforschers wurde das Dorf am 18. August 1625 durch ein durchziehendes spanisches Söldnerregiment der Kaiserlichen Truppen zerstört.
Densinghausen könnte aber auch schon zur Zeit der Pest im 14. Jahrhundert wüst geworden sein. Die zurückgebliebenen Ackerflächen Densinghausens wurden danach von den Nachbardörfern Kleinnenndorf und Großnenndorf aus bewirtschaftet.
Güterverzeichnisse und Meierbriefe aus dem 16. und 17. Jahrhundert nennen den Ortsnamen Densinghausen.
Bis zum Anfang des 19. Jahrhunderts soll es noch Ruinen des Dorfes als Orientierungsmarke in der Feldflur gegeben haben.
2020 war Densinghausen als möglicher Standort eines VW-Elektroauto-Montagewerks im Gespräch.

## Densinghäuser Quelle

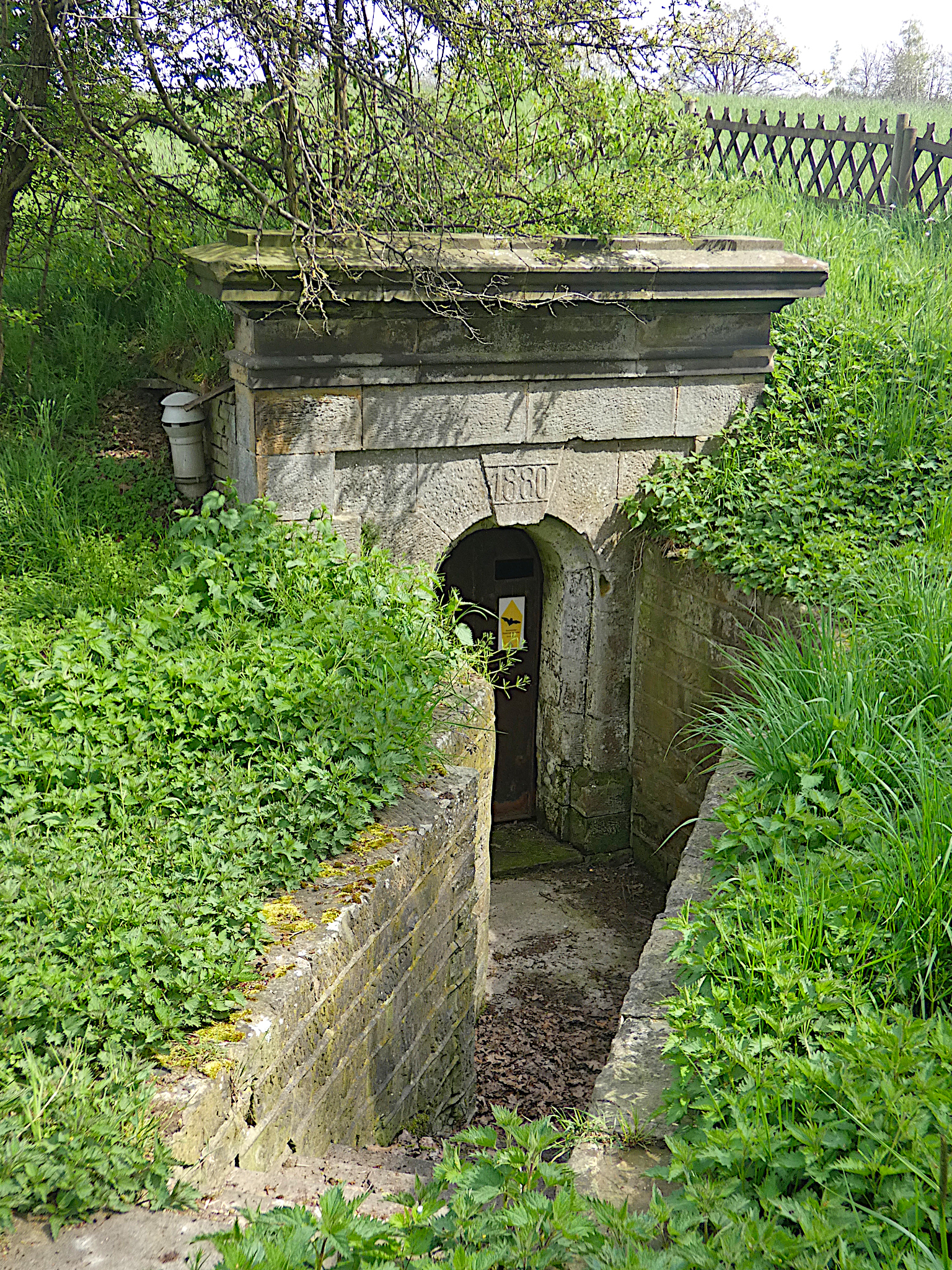
Densinghäuser Quelle

Die auf einer Störung des Wealden sitzende Densinghäuser Quelle diente bis 1928 der Wasserversorgung des Staatsbades Nenndorf.
Ihr Wasser speist über einen Überlauf die Erlengrundteiche.
Der denkmalgeschützte unterirdische Wasserspeicher an der Densinghäuser Quelle dient als vom Naturschutzbund Deutschland betreutes Winterquartier für Braune Langohren, Wasserfledermäuse und Siebenschläfer.